# Championnat du Sénégal de football 2019-2020
Navigation
Ligue 1 2018-2019 Ligue 1 2021
La saison 2019-2020 de Ligue 1 sénégalaise est la cinquante-septième édition du championnat du Sénégal de football et la douzième sous l'appellation « Ligue 1 ».
Le championnat débute le 7 décembre 2019, après les matchs aller en mars 2020, il est interrompu à cause de la pandémie de Covid-19. Dans un premier temps une reprise est envisagée pour novembre 2020 avec deux poules, un groupe avec les sept premiers et un autre avec les sept derniers, mais le 8 juillet 2020 la saison est abandonnée. Aucun titre ne sera décerné, il n'y aura aucune promotion ni relégation cette saison.

## Classement
| Rang | Équipe               | Pts | J  | G  | N | P | Bp | Bc | Diff |
| ---- | -------------------- | --- | -- | -- | - | - | -- | -- | ---- |
| 1    | Teungueth FC         | 33  | 13 | 10 | 3 | 0 | 22 | 6  | +16  |
| 2    | Jaraaf               | 21  | 13 | 6  | 3 | 4 | 12 | 9  | +3   |
| 3    | AS Douanes           | 21  | 13 | 6  | 3 | 4 | 11 | 8  | +3   |
| 4    | AS Dakar Sacré-Cœur  | 19  | 13 | 5  | 4 | 4 | 15 | 11 | +4   |
| 5    | Casa Sport           | 19  | 13 | 5  | 4 | 4 | 10 | 10 | 0    |
| 6    | AS Pikine            | 16  | 13 | 3  | 7 | 3 | 11 | 13 | -2   |
| 7    | Stade de Mbour       | 16  | 13 | 4  | 4 | 5 | 11 | 14 | -3   |
| 8    | Mbour Petite-Côte FC | 15  | 13 | 3  | 6 | 4 | 12 | 15 | -3   |
| 9    | US Gorée             | 15  | 13 | 4  | 3 | 6 | 10 | 16 | -6   |
| 10   | Diambars FC P        | 14  | 13 | 3  | 5 | 5 | 18 | 17 | +1   |
| 11   | ASAC Ndiambour       | 15  | 13 | 3  | 5 | 5 | 13 | 15 | -2   |
| 12   | AS Génération Foot T | 13  | 13 | 3  | 4 | 6 | 11 | 13 | -2   |
| 13   | NGB                  | 13  | 13 | 2  | 7 | 4 | 8  | 12 | -4   |
| 14   | CNEPS Excellence P   | 12  | 13 | 2  | 6 | 5 | 5  | 10 | -5   |

|  | Qualification pour la Ligue des champions de la CAF 2020-2021                                      |
|  | Qualification pour la Coupe de la confédération 2020-2021                                          |
|  | T : Tenant du titre C : Vainqueur de la Coupe du Sénégal de football 2019-2020 P : Promu de Ligue2 |

- Le premier au moment de l'abandon est qualifié pour la Ligue des champions de la CAF 2020-2021, et le deuxième pour la Coupe de la confédération 2020-2021.
- Pas de relégation, ni promotion cette saison.

## Bilan de la saison
| Championnat du Sénégal de football 2019-2020 |                                           |
| Champion                                     | non décerné                               |
| Coupes et trophées                           |                                           |
| Vainqueur de la Coupe du Sénégal 2019-2020   | non disputée                              |
| Qualifications continentales                 |                                           |
| Ligue des champions de la CAF 2020-2021      | Teungueth Football Club                   |
| Coupe de la confédération 2020-2021          | Association sportive et culturelle Diaraf |
| Promotions et relégations                    |                                           |
| Promus en Ligue 1                            | aucun                                     |
| Relégués en Ligue 2                          | aucun                                     |